# Йеллоунайф (трасса)
Трасса Йеллоунайф, другое название — трасса Северо-Западных территорий 3, соединяет трассу Маккензи около Форт-Провиденс и Йеллоунайф. Общая протяженность трассы 338,8 км. В зимнее время трасса на 12,5 км длиннее из-за объездной дороги вокруг Йеллоунайфа.
Трасса начинается в 25 км от Форт-Провиденс, южнее реки Маккензи, и идёт на север вокруг Большого Невольничьего озера до Йеллоунайфа, столицы территорий, расположенного на севере озера. Дорога полностью асфальтирована. На 24 км трассы около Форт-Провиденс была расположена паромная переправа через реку Маккензи «Мерв-Харди». В ноябре 2012 года было открыто движение по мосту Де-Чо, строившемуся с 2008 года.
В 236,5 км от начала трассы находится населённый пункт Бечоко, от которого идёт две зимние трассы на север: Лак-Ла-Мартр и Раи-Лейк. От самой столицы начинается всесезонная трасса Ингрэхэм, которая существенно удлиняется в зимняя время, давая доступ к алмазным приискам на севере территорий.
К трассе примыкает заповедник бизонов, поэтому вдоль дороги можно встретить лесных бизонов. Кроме того, трасса представляет собой автомобильный туристический маршрут Фронтьер-Трэйл.